# Polystichum munitum
Polystichum munitum, известна и като западна мечова папрат, е вечнозелена папрат, родом от Западна Северна Америка, където е една от най-разпространените папрати. Среща се по крайбрежието на Тихия океан от югоизточна Аляска до южна Калифорния, а също и във вътрешността на изток до югоизточната част на Британска Колумбия, северната част на Айдахо и западната част на Монтана, с отделни популации в Северна Британска Колумбия, Канада; Черните хълмове в Южна Дакота, САЩ; и остров Гуадалупе край Долна Калифорния, Мексико. Известно е, че Polystichum munitum е натурализиран местно в части от Великобритания и Ирландия.

## Галерия
- Папрати до езерото Quinault във Вашингтон
- Долна страна на лист